# Bird Margaret Turner
 Bird Margaret Turner  (* 18. April 1877 in Moundsville, West Virginia; † 5. September 1962 in ebenda) war eine US-amerikanische Mathematikerin und Hochschullehrerin.

## Leben und Forschung
Turner wurde als das zweite von fünf Kindern von Mary Jane und dem Landwirt John Marion Turner geboren. Sie absolvierte 1893 die Moundsville High School und kehrte nach fünf Jahren als Grundschullehrerin 1900 als Mathematiklehrerin an die Moundsville High School zurück. Von 1900 bis 1914 studierte sie in den Sommerferien Mathematik an der University of West Virginia, 1906 an der Harvard University und 1908 am Bethany College. 1913 verließ sie die Moundsville High School und ging als studentische Hilfskraft in Mathematik an die West Virginia University, wo sie 1915 ihren Bachelorabschluss erwarb.  Sie setzte ihr Studium an der Universität fort und war von 1915 bis 1916 Rektorin der Moundsville High School. 1916 kam sie als Wissenschaftlerin mit dem President M. Carey Thomas European Fellowship an das Bryn Mawr College. 1917 erhielt sie ihren Master in Mathematik von der University of West Virginia.  Von 1917 bis 1918 war sie stellvertretende Direktorin der Phebe Anna Thorn Model School am Bryn Mawr College, bis 1919 war sie Teilzeitlehrerin für Mathematik am Bryn Mawr College und bis 1920 Resident Fellow. Sie studierte bei Charlotte Angas Scott, Anna Pell Wheeler, Matilde Castro und Olive Hazlett.  1920 promovierte sie bei Charlotte Angas Scott mit einer Arbeit über „Plane Cubics with a given quadrangle of inflexions“, veröffentlicht im American Journal of Mathematics, Band 44, Oktober 1922. Danach lehrte sie drei Jahre an der University of Illinois und ging dann als Assistenzprofessorin für Mathematik an die West Virginia University und lehrte dort für die nächsten 24 Jahre. 1925 wurde sie außerordentliche Professorin und 1931 ordentliche Professorin. 1947 lebte sie nach ihrer Pensionierung wieder in Moundsville.

## Mitgliedschaften
- American Mathematical Society
- Mathematical Association of America (MAA)
- American Association for the Advancement of Science (AAAS), Fellow 1933[1]
- Phi Beta Kappa

## Veröffentlichungen (Auswahl)
- On the positions of the imaginary points of inflexion and critical centers of a real cubic, Annals of Mathematics, June 1922
- Plane cubics associated with the quadrangle-quadrilateral configuration, Annals of Mathematics, September-December 1924
- A configuration of thirteen pencils of cubics and cubics with three real inflexions, American Journal of Mathematics, July 1925
- An application of the Laguerre method for the representation of imaginary points, American Journal of Mathematics, January 1930